# Frank Morris
Frank Lee Morris (Washington, 1 september 1926 – vermist sinds 11 juni 1962 na zijn ontsnapping, mogelijk overleden in 2008) is een Amerikaans crimineel die uit de gevangenis Alcatraz ontsnapte. Hij is daarna voor zover bekend nooit meer gezien.

## Biografie
Frank Lee Morris werd geboren in Washington en bracht zijn jeugd door in verschillende pleeggezinnen. Op 13-jarige leeftijd werd hij voor zijn eerste misdaad veroordeeld, en in zijn latere tienerjaren werd hij gearresteerd voor misdaden variërend van het bezit van verdovende middelen tot wapengebruik. Naarmate hij ouder en volwassen werd, verhuisde hij naar grotere gevangenissen. Er werd beweerd dat hij "buitengewoon intelligent" was (met een IQ van 133) en hierdoor uit de meeste gevangenissen wist te ontsnappen.

### Alcatraz

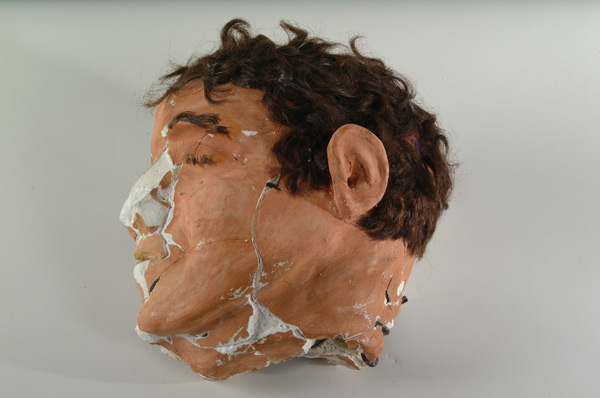
Een van de gemaakte hoofden van papier.

Op 20 januari 1960 kwam Morris aan op Alcatraz, waar hij gevangene #AZ1441 werd. Beweerd wordt dat Morris direct na aankomst al begon met het uitdenken van een ontsnappingsplan. Hierin was hij niet alleen: drie anderen, John Anglin, diens broer Clarence Anglin en Allen West (die door een ongelukkige gebeurtenis degene was die uiteindelijk niet in staat was te ontsnappen) werden er ook bij betrokken.
De bedachte ontsnapping bleek zeer ingewikkeld in elkaar te zitten. In een periode van 1,4 jaar maakten Morris en de gebroeders Anglin een boot van regenjassen en levensechte maskers van hun gezicht en stalen ze een aantal handige gebruiksvoorwerpen om mee te graven. In mei 1962 hadden ze de ventilatieroosters aan de achterkant van hun cellen verwijderd, werkende in groepjes waarbij de een de wacht hield terwijl de ander groef.

### Ontsnapping
In de nacht van 11 juni 1962 waren de voorbereidingen voor de ontsnapping klaar. De groep gevangenen ontsnapte via de ventilatieroosters naar de ventilatieschachten. Vervolgens vluchtten ze via het dak naar het water. Daar maakten ze de boot van regenjassen gereed, waarna ze het water op gingen en nooit meer werden gezien.
De volgende ochtend troffen de bewakers de maskers van de vermiste gevangenen aan. De FBI organiseerde een grote zoekactie, maar zonder resultaat. Delen van het vlot en hun zwemvesten werden later in de baai gevonden. Ook vond men een waterdicht verpakte portefeuille met persoonlijke bezittingen. Hoewel hun lichamen nooit zijn gevonden, gaat men ervan uit dat de gevangenen zijn verdronken. Dit kan onder andere afgeleid worden uit het feit dat er geen diefstallen zijn gepleegd door de criminelen, die, als ze de tocht zouden hebben overleefd, zichzelf in leven hadden moeten zien te houden. Ze zijn ook nooit opnieuw gearresteerd.
Het programma MythBusters toonde in 2003 aan dat het mogelijk was om met een vlot de Marin Headlands te bereiken. Dit zorgde opnieuw voor twijfels over de dood van de drie. Verder wees een onderzoek in 2014 van de Technische Universiteit Delft uit dat rond tien minuten voor middernacht de getijden het gunstigst waren om te ontsnappen en dat een ontsnapping zeker mogelijk was.
De film Escape from Alcatraz (1979) is gebaseerd op de beroemde ontsnapping van de drie gevangenen. Morris wordt hierin gespeeld door Clint Eastwood.
Volgens een brief van (vermoedelijk) de 83-jarige John Anglin uit 2013 is Morris in 2008 overleden, en Clarence Anglin in 2011.
In januari 2020, voerde de firma Rothco een onderzoek uit door middel van gezichtsherkenning om een foto te analyseren waarop de twee broers John en Clarence Anglin te zien zouden zijn. Er werd geconcludeerd dat de bewuste foto -met grote zekerheid- de broers weergaf jaren later na hun ontsnapping.
In 2023 verscheen een personage genaamd Frank Morris in de Marvel Studios Disney+-televisieserie Loki. Dit personage is een variant in een aftakkende tijdlijn, van een van de hoofdpersonages Casey (gespeeld door Eugene Cordero). Frank Morris ontsnapt in deze tijdlijn ook uit de Alcatraz gevangenis met de Anglin broers maar wordt tijdens zijn ontsnapping onderbroken door Loki en na zijn ontsnapping door hem meegenomen.